# Larentia datinaria
Larentia datinaria är en fjärilsart som beskrevs av Charles Oberthür 1890. Larentia datinaria ingår i släktet Larentia och familjen mätare. Inga underarter finns listade i Catalogue of Life.